# Список астероїдів (2801—2900)
| Назва                                | Тимчасове позначення | Дата відкриття    | Місце відкриття                            | Відкривач                                              |
| ------------------------------------ | -------------------- | ----------------- | ------------------------------------------ | ------------------------------------------------------ |
| 2801 Huygens                         | 1935 SU1             | 28 вересня 1935   | Республіканська обсерваторія Йоганнесбурга | Гендрік ван Ґент                                       |
| 2802 Вейселл (Weisell)               | 1939 BU              | 19 січня 1939     | Турку                                      | Ірйо Вяйсяля                                           |
| 2803 Вілхо (Vilho)                   | 1940 WG              | 29 листопада 1940 | Турку                                      | Люсі Отерма                                            |
| 2804 Ірйо (Yrjo)                     | 1941 HF              | 19 квітня 1941    | Турку                                      | Люсі Отерма                                            |
| 2805 Каллє (Kalle)                   | 1941 UM              | 15 жовтня 1941    | Турку                                      | Люсі Отерма                                            |
| 2806 Грац (Graz)                     | 1953 GG              | 7 квітня 1953     | Обсерваторія Гейдельберг-Кеніґштуль        | К. В. Райнмут                                          |
| 2807 Karl Marx                       | 1969 TH6             | 15 жовтня 1969    | КрАО                                       | Людмила Черних                                         |
| 2808 Бельграно (Belgrano)            | 1976 HS              | 23 квітня 1976    | Астрономічний комплекс Ель-Леонсіто        | Обсерваторія Фелікса Аґілара                           |
| 2809 Вернадський (Vernadskij)        | 1978 QW2             | 31 серпня 1978    | КрАО                                       | Черних Микола Степанович                               |
| 2810 Лев Толстой (Lev Tolstoj)       | 1978 RU5             | 13 вересня 1978   | КрАО                                       | Черних Микола Степанович                               |
| 2811 Стршемхові (Stremchovi)         | 1980 JA              | 10 травня 1980    | Обсерваторія Клеть                         | Антонін Мркос                                          |
| 2812 Скальтріті (Scaltriti)          | 1981 FN              | 30 березня 1981   | Станція Андерсон-Меса                      | Едвард Бовелл                                          |
| 2813 Заппала (Zappala)               | 1981 WZ              | 24 листопада 1981 | Станція Андерсон-Меса                      | Едвард Бовелл                                          |
| 2814 Вієйра (Vieira)                 | 1982 FA3             | 18 березня 1982   | Обсерваторія Ла-Сілья                      | Анрі Дебеонь                                           |
| 2815 Сома (Soma)                     | 1982 RL              | 15 вересня 1982   | Станція Андерсон-Меса                      | Едвард Бовелл                                          |
| 2816 Пієн (Pien)                     | 1982 SO              | 22 вересня 1982   | Станція Андерсон-Меса                      | Едвард Бовелл                                          |
| 2817 Перек (Perec)                   | 1982 UJ              | 17 жовтня 1982    | Станція Андерсон-Меса                      | Едвард Бовелл                                          |
| 2818 Juvenalis                       | 2580 P-L             | 24 вересня 1960   | Паломарська обсерваторія                   | К. Й. ван Гаутен, І. ван Гаутен-Ґроневельд, Т. Герельс |
| 2819 Енсор (Ensor)                   | 1933 UR              | 20 жовтня 1933    | Королівська обсерваторія Бельгії           | Ежен Жозеф Дельпорт                                    |
| 2820 Ійсалмі (Iisalmi)               | 1942 RU              | 8 вересня 1942    | Турку                                      | Ірйо Вяйсяля                                           |
| 2821 Славка (Slavka)                 | 1978 SQ              | 24 вересня 1978   | Обсерваторія Клеть                         | Зденька Ваврова                                        |
| 2822 Сакагавея (Sacajawea)           | 1980 EG              | 14 березня 1980   | Станція Андерсон-Меса                      | Едвард Бовелл                                          |
| 2823 ван дер Лаан (van der Laan)     | 2010 P-L             | 24 вересня 1960   | Паломарська обсерваторія                   | К. Й. ван Гаутен, І. ван Гаутен-Ґроневельд, Т. Герельс |
| 2824 Франке (Franke)                 | 1934 CZ              | 4 лютого 1934     | Обсерваторія Гейдельберг-Кеніґштуль        | К. В. Райнмут                                          |
| 2825 Кросбі (Crosby)                 | 1938 SD1             | 19 вересня 1938   | Республіканська обсерваторія Йоганнесбурга | Сиріл Джексон                                          |
| 2826 Ахті (Ahti)                     | 1939 UJ              | 18 жовтня 1939    | Турку                                      | Ірйо Вяйсяля                                           |
| 2827 Велламо (Vellamo)               | 1942 CC              | 11 лютого 1942    | Турку                                      | Люсі Отерма                                            |
| 2828 Іку-турсо (Iku-Turso)           | 1942 DL              | 18 лютого 1942    | Турку                                      | Люсі Отерма                                            |
| 2829 Бобгоуп (Bobhope)               | 1948 PK              | 9 серпня 1948     | Республіканська обсерваторія Йоганнесбурга | Ернест Джонсон                                         |
| 2830 Гринвіч (Greenwich)             | 1980 GA              | 14 квітня 1980    | Станція Андерсон-Меса                      | Едвард Бовелл                                          |
| 2831 Стевін (Stevin)                 | 1930 SZ              | 17 вересня 1930   | Республіканська обсерваторія Йоганнесбурга | Гендрік ван Ґент                                       |
| 2832 Лада (Lada)                     | 1975 EC1             | 6 березня 1975    | КрАО                                       | Черних Микола Степанович                               |
| 2833 Радищев (Radishchev)            | 1978 PC4             | 9 серпня 1978     | КрАО                                       | Черних Микола Степанович, Черних Людмила Іванівна      |
| 2834 Крісті Керол (Christy Carol)    | 1980 TB4             | 9 жовтня 1980     | Паломарська обсерваторія                   | Керолін Шумейкер                                       |
| 2835 Рьома (Ryoma)                   | 1982 WF              | 20 листопада 1982 | Обсерваторія Ґейсей                        | Тсутому Секі                                           |
| 2836 Соболєв (Sobolev)               | 1978 YQ              | 22 грудня 1978    | КрАО                                       | Черних Микола Степанович                               |
| 2837 Грибоєдов (Griboedov)           | 1971 TJ2             | 13 жовтня 1971    | КрАО                                       | Черних Людмила Іванівна                                |
| 2838 Такасе (Takase)                 | 1971 UM1             | 26 жовтня 1971    | Гамбурзька обсерваторія                    | Любош Когоутек                                         |
| 2839 Аннетта (Annette)               | 1929 TP              | 5 жовтня 1929     | Ловеллівська обсерваторія                  | Клайд Томбо                                            |
| 2840 Каллавесі (Kallavesi)           | 1941 UP              | 15 жовтня 1941    | Турку                                      | Люсі Отерма                                            |
| 2841 Пуййо (Puijo)                   | 1943 DM              | 26 лютого 1943    | Турку                                      | Люсі Отерма                                            |
| 2842 Унзельд (Unsold)                | 1950 OD              | 25 липня 1950     | Обсерваторія Ґете Лінка                    | Університет Індіани                                    |
| 2843 Єті (Yeti)                      | 1975 XQ              | 7 грудня 1975     | Ціммервальдська обсерваторія               | Пауль Вільд                                            |
| 2844 Гесс (Hess)                     | 1981 JP              | 3 травня 1981     | Станція Андерсон-Меса                      | Едвард Бовелл                                          |
| 2845 Франклінкен (Franklinken)       | 1981 OF              | 26 липня 1981     | Станція Андерсон-Меса                      | Едвард Бовелл                                          |
| 2846 Ілппе(Ylppö)                    | 1942 CJ              | 12 лютого 1942    | Турку                                      | Люсі Отерма                                            |
| 2847 Парваті (Parvati)               | 1959 CC1             | 1 лютого 1959     | Ловеллівська обсерваторія                  | Обсерваторія Ловелла                                   |
| 2848 ASP                             | 1959 VF              | 8 листопада 1959  | Обсерваторія Ґете Лінка                    | Університет Індіани                                    |
| 2849 Шкловський (Shklovskij)         | 1976 GN3             | 1 квітня 1976     | КрАО                                       | Черних Микола Степанович                               |
| 2850 Можайський (Mozhaiskij)         | 1978 TM7             | 2 жовтня 1978     | КрАО                                       | Журавльова Людмила Василівна                           |
| 2851 Харбін (Harbin)                 | 1978 UQ2             | 30 жовтня 1978    | Обсерваторія Цзицзіньшань                  | Обсерваторія Червона Гора                              |
| 2852 Деклерк (Declercq)              | 1981 QU2             | 23 серпня 1981    | Обсерваторія Ла-Сілья                      | Анрі Дебеонь                                           |
| 2853 Харвілл (Harvill)               | 1963 RG              | 14 вересня 1963   | Обсерваторія Ґете Лінка                    | Університет Індіани                                    |
| 2854 Роусон (Rawson)                 | 1964 JE              | 6 травня 1964     | Астрономічна обсерваторія Кордови          | Девід МакЛіш                                           |
| 2855 Бастіан (Bastian)               | 1931 TB2             | 10 жовтня 1931    | Обсерваторія Гейдельберг-Кеніґштуль        | К. В. Райнмут                                          |
| 2856 Резер (Roser)                   | 1933 GB              | 14 квітня 1933    | Обсерваторія Гейдельберг-Кеніґштуль        | К. В. Райнмут                                          |
| 2857 NOT                             | 1942 DA              | 17 лютого 1942    | Турку                                      | Отерма Люсі                                            |
| 2858 Карлоспортер (Carlosporter)     | 1975 XB              | 1 грудня 1975     | Астрономічна станція Серро Ель Робле       | Карлос Торрес, Серхіо Баррос                           |
| 2859 Паґаніні (Paganini)             | 1978 RW1             | 5 вересня 1978    | КрАО                                       | Черних Микола Степанович                               |
| 2860 Пасачентенніум (Pasacentennium) | 1978 TA              | 8 жовтня 1978     | Паломарська обсерваторія                   | Е. Гелін                                               |
| 2861 Ламбрехт (Lambrecht)            | 1981 VL2             | 3 листопада 1981  | Обсерваторія Карла Шварцшильда             | Ф. Бернґен, К. Кірш                                    |
| 2862 Вавилов (Vavilov)               | 1977 JP              | 15 травня 1977    | КрАО                                       | Черних Микола Степанович                               |
| 2863 Бен Мейєр (Ben Mayer)           | 1981 QG2             | 30 серпня 1981    | Станція Андерсон-Меса                      | Едвард Бовелл                                          |
| 2864 Содерблом (Soderblom)           | 1983 AZ              | 12 січня 1983     | Станція Андерсон-Меса                      | Браян Скіфф                                            |
| 2865 Лорел (Laurel)                  | 1935 OK              | 31 липня 1935     | Республіканська обсерваторія Йоганнесбурга | Сиріл Джексон                                          |
| 2866 Харді (Hardy)                   | 1961 TA              | 7 жовтня 1961     | Королівська обсерваторія Бельгії           | Сильвен Арен                                           |
| 2867 Штейнс (Steins)                 | 1969 VC              | 4 листопада 1969  | КрАО                                       | Черних Микола Степанович                               |
| 2868 Упупа (Upupa)                   | 1972 UA              | 30 жовтня 1972    | Ціммервальдська обсерваторія               | Пауль Вільд                                            |
| 2869 Непрядва (Nepryadva)            | 1980 RM2             | 7 вересня 1980    | КрАО                                       | Черних Микола Степанович                               |
| 2870 Гаупт (Haupt)                   | 1981 LD              | 4 червня 1981     | Станція Андерсон-Меса                      | Едвард Бовелл                                          |
| 2871 Шобер (Schober)                 | 1981 QC2             | 30 серпня 1981    | Станція Андерсон-Меса                      | Едвард Бовелл                                          |
| 2872 Джентелек (Gentelec)            | 1981 RU              | 5 вересня 1981    | Гарвардська обсерваторія                   | Обсерваторія Ок-Ридж                                   |
| 2873 Бінзел (Binzel)                 | 1982 FR              | 28 березня 1982   | Станція Андерсон-Меса                      | Едвард Бовелл                                          |
| 2874 Джим Янг (Jim Young)            | 1982 TH              | 13 жовтня 1982    | Станція Андерсон-Меса                      | Едвард Бовелл                                          |
| 2875 Лагерквіст (Lagerkvist)         | 1983 CL              | 11 лютого 1983    | Станція Андерсон-Меса                      | Едвард Бовелл                                          |
| 2876 Есхіл (Aeschylus)               | 6558 P-L             | 24 вересня 1960   | Паломарська обсерваторія                   | К. Й. ван Гаутен, І. ван Гаутен-Ґроневельд, Т. Герельс |
| 2877 Ліхачов (Likhachev)             | 1969 TR2             | 8 жовтня 1969     | КрАО                                       | Черних Людмила Іванівна                                |
| 2878 Панацея (Panacea)               | 1980 RX              | 7 вересня 1980    | Станція Андерсон-Меса                      | Едвард Бовелл                                          |
| 2879 Сімідзу (Shimizu)               | 1932 CB1             | 14 лютого 1932    | Обсерваторія Гейдельберг-Кеніґштуль        | К. В. Райнмут                                          |
| 2880 Ніхондайра (Nihondaira)         | 1983 CA              | 8 лютого 1983     | Обсерваторія Ґейсей                        | Тсутому Секі                                           |
| 2881 Мейден (Meiden)                 | 1983 AA1             | 12 січня 1983     | Станція Андерсон-Меса                      | Браян Скіфф                                            |
| 2882 Тедеско (Tedesco)               | 1981 OG              | 26 липня 1981     | Станція Андерсон-Меса                      | Едвард Бовелл                                          |
| 2883 Барабашов (Barabashov)          | 1978 RG6             | 13 вересня 1978   | КрАО                                       | Микола Черних                                          |
| 2884 Редіш (Reddish)                 | 1981 ES22            | 2 березня 1981    | Обсерваторія Сайдинг-Спрінг                | Ш. Дж. Бас                                             |
| 2885 Павла (Palva)                   | 1939 TC              | 7 жовтня 1939     | Турку                                      | Ірйо Вяйсяля                                           |
| 2886 Тінкапінґ (Tinkaping)           | 1965 YG              | 20 грудня 1965    | Обсерваторія Цзицзіньшань                  | Обсерваторія Червона Гора                              |
| 2887 Крінов (Krinov)                 | 1977 QD5             | 22 серпня 1977    | КрАО                                       | Черних Микола Степанович                               |
| 2888 Годжсон (Hodgson)               | 1982 TO              | 13 жовтня 1982    | Станція Андерсон-Меса                      | Едвард Бовелл                                          |
| 2889 Брно (Brno)                     | 1981 WT1             | 17 листопада 1981 | Обсерваторія Клеть                         | Антонін Мркос                                          |
| 2890 Вілюйськ (Vilyujsk)             | 1978 SY7             | 26 вересня 1978   | КрАО                                       | Журавльова Людмила Василівна                           |
| 2891 Макгетчін (McGetchin)           | 1980 MD              | 18 червня 1980    | Паломарська обсерваторія                   | Керолін Шумейкер                                       |
| 2892 Філіпенко (Filipenko)           | 1983 AX2             | 13 січня 1983     | КрАО                                       | Карачкіна Людмила Георгіївна                           |
| 2893 Peiroos                         | 1975 QD              | 30 серпня 1975    | Астрономічний комплекс Ель-Леонсіто        | Обсерваторія Фелікса Аґілара                           |
| 2894 Каховка (Kakhovka)              | 1978 SH5             | 27 вересня 1978   | КрАО                                       | Черних Людмила Іванівна                                |
| 2895 Memnon                          | 1981 AE1             | 10 січня 1981     | Станція Андерсон-Меса                      | Норман Томас                                           |
| 2896 Прейсс (Preiss)                 | 1931 RN              | 15 вересня 1931   | Обсерваторія Гейдельберг-Кеніґштуль        | К. В. Райнмут                                          |
| 2897 Оле Ремер (Ole Romer)           | 1932 CK              | 5 лютого 1932     | Обсерваторія Гейдельберг-Кеніґштуль        | К. В. Райнмут                                          |
| 2898 Неуво (Neuvo)                   | 1938 DN              | 20 лютого 1938    | Турку                                      | Ірйо Вяйсяля                                           |
| 2899 Ранран Шоу (Runrun Shaw)        | 1964 TR2             | 8 жовтня 1964     | Обсерваторія Цзицзіньшань                  | Обсерваторія Червона Гора                              |
| 2900 Любош Перек (Lubos Perek)       | 1972 AR              | 14 січня 1972     | Гамбурзька обсерваторія                    | Любош Когоутек                                         |

| Астероїди 1—10000 → |           |           |           |           |           |           |           |           |            |
| 1—100               | 1001—1100 | 2001—2100 | 3001—3100 | 4001—4100 | 5001—5100 | 6001—6100 | 7001—7100 | 8001—8100 | 9001—9100  |
| 101—200             | 1101—1200 | 2101—2200 | 3101—3200 | 4101—4200 | 5101—5200 | 6101—6200 | 7101—7200 | 8101—8200 | 9101—9200  |
| 201—300             | 1201—1300 | 2201—2300 | 3201—3300 | 4201—4300 | 5201—5300 | 6201—6300 | 7201—7300 | 8201—8300 | 9201—9300  |
| 301—400             | 1301—1400 | 2301—2400 | 3301—3400 | 4301—4400 | 5301—5400 | 6301—6400 | 7301—7400 | 8301—8400 | 9301—9400  |
| 401—500             | 1401—1500 | 2401—2500 | 3401—3500 | 4401—4500 | 5401—5500 | 6401—6500 | 7401—7500 | 8401—8500 | 9401—9500  |
| 501—600             | 1501—1600 | 2501—2600 | 3501—3600 | 4501—4600 | 5501—5600 | 6501—6600 | 7501—7600 | 8501—8600 | 9501—9600  |
| 601—700             | 1601—1700 | 2601—2700 | 3601—3700 | 4601—4700 | 5601—5700 | 6601—6700 | 7601—7700 | 8601—8700 | 9601—9700  |
| 701—800             | 1701—1800 | 2701—2800 | 3701—3800 | 4701—4800 | 5701—5800 | 6701—6800 | 7701—7800 | 8701—8800 | 9701—9800  |
| 801—900             | 1801—1900 | 2801—2900 | 3801—3900 | 4801—4900 | 5801—5900 | 6801—6900 | 7801—7900 | 8801—8900 | 9801—9900  |
| 901—1000            | 1901—2000 | 2901—3000 | 3901—4000 | 4901—5000 | 5901—6000 | 6901—7000 | 7901—8000 | 8901—9000 | 9901—10000 |